# 王小平 (编剧)
王小平，女，北京人，北京大学中文系肄业，中国大陆影视剧编剧，原《人民文学》编辑。

## 生平
王小平出生在北京市一个科学家的家庭中，父亲专攻自动化遥控，母亲研究生物化学，王小平毕业于北京大学中文系。1990年，王小平远赴美国求学。

## 家庭
1985年4月，全国第三届中短篇小说颁奖会在江苏省南京市举行，王小平在那结识了郑晓龙并且自此开始交往，当时，郑晓龙在北京电视制片厂（后更名为北京电视台艺术中心）工作，王小平在人民文学出版社出任编辑。1986年4月下旬，郑晓龙向王小平求婚。1992年夏，郑晓龙与王小平在美国完婚。1994年11月，两人的儿子出生，儿子一直在美国成长和学习。

## 编剧作品

### 电影
| 年份 | 片名             | 备注 |
| ---- | ---------------- | ---- |
| 2001 | 刮痧             |      |
| 2021 | 图兰朵：魔咒缘起 |      |

### 电视剧
| 年份 | 剧名               | 备注  |
| ---- | ------------------ | ----- |
| 2011 | 甄嬛传             |       |
| 2015 | 芈月传             |       |
| 2021 | 功勋之屠呦呦的礼物 | [ 3 ] |

## 著作
- . 北京市: 作家出版社. 1998. ISBN 9787506312936.
- . 北京市: 现代出版社. 2001-01-01. ISBN 9787800285882.
- . 北京市: 作家出版社. 2002-08-01. ISBN 9787521206784.
- . 上海市: 上海文艺出版社. 2006-01-01. ISBN 9787532129508.